# Die Wunder der Technik
Die Wunder der Technik ist ein US-amerikanischer Zeichentrick-Kurzfilm von Jack King aus dem Jahr 1937. Er zeigt Donald Duck bei einem Besuch eines Museums für technische Erfindungen.

## Handlung
Donald Duck besucht das „Museum der modernen Wunderwerke“, in welchem mehrere neuartige technische Errungenschaften präsentiert werden. Nachdem er sich mithilfe einer Münze an einem Faden den Eintritt in das Museum erschlichen hat, begegnet er zunächst einem zyklopenhaften Roboterdiener. Dieser nimmt Donald im Laufe des Films wiederholt gegen dessen Willen die Kopfbedeckung ab, woraufhin Donald stets einen neuen Hut scheinbar herbeizaubert. Nachdem dies nun zum ersten Mal geschehen ist, betrachtet Donald einen Roboterassistenten für Reisen per Anhalter, welcher in einem Koffer verstaut ist. Indem er die Geräusche eines Autos imitiert, lockt er den Roboter aus diesem hervor, was Donald zunächst belustigt, jedoch sticht der Roboter ihm aus Rache beide Finger in die Augen.
Anschließend betrachtet Donald eine automatische Einpackmaschine. Entgegen einem Warnhinweis aktiviert er sie, wird prompt von ihr ergriffen und in einer Plastiktüte verpackt. Nachdem er sich aus dieser befreien konnte, nimmt ihm der Roboterdiener abermals die Kopfbedeckung ab, weshalb er sich erneut einen neuen Hut herbeizaubert. Hiervon zeigt sich der Roboterdiener nun deutlich gereizt und beginnt Jagd auf Donald zu machen, woraufhin dieser sich auf der Flucht in einem Kindermädchenautomat versteckt. Von diesem zeigt sich der Erpel zunächst angetan, als er ihm beispielsweise ein Gute-Nacht-Lied singt, jedoch wird er kurz darauf von mehreren Fehlfunktionen des Geräts verärgert und aus diesem hinaus geworfen, nachdem es ihn in eine Windel gewickelt hat.
Zuletzt betrachtet Donald einen Roboterfriseur, der gleichzeitig einen Reinigungsservice für die Schuhe des Benutzers anbietet. Er bringt diesen mit seiner anfänglichen Trickmünze zum Laufen und bittet ihn daraufhin um einen Haarschnitt. Vor Beginn der Behandlung wird Donald jedoch durch eine Justierung des Sitzes auf den Kopf gedreht, sodass sein Bürzel frisiert wird, während sein Gesicht die für die Schuhe vorgesehene Behandlung erhält. Durch die eingesetzte Schuhcreme ist sein Kopf nun gänzlich schwarz eingefärbt, und als ihn der Friseurroboter wieder auf den Boden setzt, wird ihm zudem erneut der Hut vom Roboterdiener abgenommen. Das bringt Donald nun endgültig in Rage und er erleidet einen Tobsuchtsanfall.

## Hintergrund
Der Film erschien am 29. Mai 1937 und war der letzte animierte Disney-Kurzfilm, der im Verleih von United Artists erschien. Die Szene mit dem Friseurroboter wurde von Carl Barks geschrieben und stellte das erste Mal dar, dass der spätere Comiczeichner mit Donald Duck in Kontakt kam.
Der Film wurde in Deutschland auf mehreren Kompilationen veröffentlicht. Alternativ findet sich hierbei auch Donald im Museum als Titel.